# Hellanikos von Lesbos
Hellanikos von Lesbos (griechisch Ἑλλάνικος Hellánikos, latinisiert Hellanicus; * um 490/480 v. Chr. wohl in Mytilene; † um 400 v. Chr. in Perperene in Mysien) war ein antiker griechischer Geschichtsschreiber.
Hellanikos gilt als erster griechischer Vielschreiber. Von seinen zahlreichen Werken (vermutlich mehr als zwanzig) sind aber nur Fragmente erhalten. Er sammelte die griechischen Sagengeschichten und ordnete sie nach Geschlechtern und Landschaften. Daneben schrieb er landeskundliche Werke, u. a. über Ägypten, Persien (Persika) und einzelne griechische Landschaften, und chronologische Listen (vor allem der Herapriesterinnen von Argos). Seine Atthis („Attische Geschichte“) ist wie seine anderen Lokalgeschichten nicht überliefert, aber von Thukydides erwähnt. Sie beschrieb die Zeit von den Anfängen Athens bis zum Peloponnesischen Krieg in chronologischer Methode, die im Vergleich zu seinen Vorgängern als besonderer Fortschritt galt. Mit der Atthis setzte eine Tradition von attischen Lokalhistorikern, den Atthidographen, ein. Hellanikos stützte sich nicht auf eigene Beobachtungen und Nachforschungen, sondern auf die Aussagen anderer Leute, die er kritiklos übernahm. Thukydides und seine Nachfolger kritisierten den Stil und die Ungenauigkeiten des Hellanikos. Sein Werk, insbesondere seine chronologischen Zusammenstellungen, leiteten aber zur eigentlichen Geschichtsschreibung über.